# مونيكا فون
مونيكا فون (15 أبريل 1952) هي رياضية بريطانية متقاعدة وسبّاحة بارالمبية حائزة على ميداليات ذهبية متعددة. كانت أنجح رياضية بارالمبية بريطانية في دورة الألعاب لعام 1976 في تورونتو، حيث فازت بخمس ميداليات ذهبية في السباحة وميدالية فضية باعتبارها المرأة الوحيدة في فريق الكرة الطائرة البريطاني. عادت للمشاركة في دورة الألعاب لعام 1980 في آرنم، وفازت بأربع ميداليات ذهبية إضافية وميدالية فضية.

## النشأة
نشأت فون في كوشام، هامبشاير. خضعت لعملية بتر لساقها في سن الرابعة، بعد أن سقطت تحت حافلة كهربائية. في المدرسة الابتدائية، كانت تتلقى دروس سباحة كل صيف، لكنها لم تتعلم السباحة أبدًا. بدأت الدروس بسباحة الصدر، والتي كان من الصعب سباحتها كشخص مبتور منتصف الفخذ. قام مدرس علوم في المدرسة الثانوية بتعليمها السباحة الحرة وفي غضون أسابيع تمكنت من السباحة.
انضمت فون إلى نادي السباحة المحلي، نادي بورتسموث نورثسي. في عام 1966، اُستبعدت فون من سباق الفراشة، لأنها لم تحرك ساقيها معًا وفي نفس الوقت. أدت احتجاجات نادي نورثسي ضد الافتقار إلى الدمج إلى اجتماع مع اتحاد السباحة للهواة وتغيير القواعد. تمت تغطية الخبر في الصحف حتى في أماكن بعيدة مثل كاليفورنيا وسنغافورة.
عملت فون كـأخصائية في طب الأقدام قبل تقاعدها.